# Nowa Stacja Kolejowa w Salonikach
Nowa Stacja Kolejowa w Salonikach (grecki: Νέος Σιδηροδρομικός Σταθμός Θεσσαλονίκης, Neos Sidirodromikos Stathmos Thessalonikis) – stacja kolejowa w Salonikach, w regionie Macedonia Środkowa, w Grecji. Jest to główny pasażerski dworzec kolejowy w Salonikach. Otwarty został 12 czerwca 1961, zastępując starą, i znacznie mniejszą stację pasażerską, która obecnie obsługuje ruch towarowy, stąd nazwa "Nowa Stacja Kolejowa", która pozostała do dziś. Od 1960 pozostaje największą i najruchliwszą stacją Grecji.
Dworzec oferuje centralny hol, kawiarnie, restauracje i centrum handlowe. Trwają rozmowy na temat rozbudowy stacji i generalnego remontu, który obejmie również hotel i reorganizacją centralnych urzędów Organismos Sidirodromon Ellados na północy Grecji. Obecnie w okolicach stacji budowana jest stacja metra.

## Linie kolejowe
- Ateny – Saloniki
- Saloniki – Florina
- Saloniki – Aleksandropolis
- Saloniki – Eidomeni